# 代課老師
《代課老師》是2006年上映的一部中国電影。

## 劇情簡介
一个上海姑娘顾晓霖来到鄱阳湖小岛，她说来拜访一位女知青，在这里教了一辈子书的刘老师。实际上她是来凭吊大学时的恋人潘岳，也就是刘老师的儿子，当年因为毕业时潘岳要回到这里，他们才分手的。 自从唯一的儿子死后，刘老师就一病不起，已经好久没来学校上课了。县里曾派过几个老师来这里，但都因条件太苦而先后离去。村长骗她留下来等刘老师，顺便代课，好应付县教委检查农村教育工作的事。她的留下使学校终于开课了。

## 演员
- 孫一明
- 彭心宜
- 王震